# Gaiba
Gaiba es una localidad y comune italiana de la provincia de Rovigo, región de Véneto, con 1.128 habitantes.

## Evolución demográfica
| Gráfica de evolución demográfica de Gaiba entre 1861 y 2001 |
|                                                             |
| Fuente ISTAT - elaboración gráfica de Wikipedia             |